# RM (mixtape)
RM è il mixtape di debutto del rapper sudcoreano Rap Monster, pubblicato il 20 marzo 2015.

## Antefatti e pubblicazione
Dopo aver iniziato a scrivere poesie sulla disperazione, la solitudine e il rapporto con il mondo in seconda elementare, Rap Monster sviluppa un interesse per l'hip hop a 11 anni, iniziando a frequentare i circoli underground durante le scuole medie con il nome di Runch Randa e firmando un contratto con la Big Hit Entertainment per lanciare la propria carriera in un gruppo hip hop nel 2010. Il progetto viene in seguito modificato per formare una più tradizionale boy band idol, quella dei BTS, e dopo il loro debutto nel 2013 sia lui che Suga vengono accusati dagli ex-colleghi della scena underground di essersi "svenduti" per la fama. Desiderando dare prova di sé e presentare il suo autoconcetto, Rap Monster decide di registrare un mixtape. Opta per un'opera non commerciale per aver maggior libertà decisionale ed esprimere pensieri più crudi. Ci lavora durante le pause tra gli impegni dei BTS, impiegando quattro o cinque mesi per realizzarlo. Ne annuncia l'uscita l'11 marzo 2015 postando la copertina sul blog dei BTS accompagnandola con la frase che fa da filo conduttore, "You do you, I do I" ("Tu fai te stesso, io faccio me stesso"). Il 13 marzo viene caricato online il video musicale della canzone Awakening. Posticipato di cinque giorni per migliorare alcuni aspetti della produzione, il mixtape viene pubblicato su SoundCloud e per il download gratuito il 20 marzo, accompagnato dal video musicale di Do You. Una settimana dopo esce un terzo video musicale, per Joke.

## Descrizione
L'opera ha undici tracce in totale, di cui sette disponibili su SoundCloud, selezionate tra una ventina di pezzi. Musicalmente appartiene al genere hip hop, mentre per i testi il rapper s'ispira alle proprie "oscurità, preoccupazioni, avidità interiori" e alla canzone Just Do You di India Arie, con l'intento di rispondere alla domanda "chi sono io?". Il titolo indica che le tracce contengono le emozioni che provava nel momento in cui le ha scritte. Nel disco risponde a chi lo critica e riflette sui suoi dubbi e insicurezze. La traccia d'apertura, Voice, racconta la storia del suo passato, mentre Do You contiene il messaggio centrale del mixtape consigliando agli ascoltatori di vivere autonomamente senza attenersi agli standard della società. Awakening indaga sul conflitto interiore tra le sue identità di "idol" e "artista", precedendo Monster in cui risponde a tono agli hater e Throw Away in cui chiede che i pregiudizi vengano accantonati. In Joke rappa su un testo costruito con la tecnica del flusso di coscienza, mentre God Rap riflette le sue credenze atee che ciascuno sia artefice del proprio destino. In Life RM esamina la vita, la morte e la solitudine con un rap calmo, introducendo Adrift nella quale, invece, parla del significato della vita e della felicità. I Believe chiude il mixtape con il rapper che dichiara di credere in se stesso e di essere determinato ad andare avanti.

## Accoglienza
RM è stato inserito alla posizione 48 nella classifica dei cinquanta migliori album hip-hop del 2015 stesa dalla rivista Spin.

## Tracce
Crediti tratti dalle note di copertina. Tutte le tracce sono scritte e composte da Rap Monster, tranne dove diversamente indicato.
1. Voice (목소리?, MoksoriLR) – 2:47 (musica: Rap Monster)
2. Do You – 3:01
3. Awakening (각성?, 覺醒?, GakseongLR) – 2:38
4. Monster – 3:44
5. Throw Away (버려?, BeoryeoLR) – 3:15
6. Joke (농담?, NongdamLR) – 3:18
7. God Rap – 3:34
8. Rush (feat. Krizz Kaliko) – 4:12 (Rap Monster, Krizz Kaliko)
9. Life – 4:17 (musica: Rap Monster)
10. Adrift (표류?, PyoryuLR) – 3:09 (musica: Rap Monster)
11. I Believe – 3:42 (musica: Rap Monster)

Crediti dei campioni:
- Do You contiene il beat originale di Aerosol Can eseguito dai Major Lazer.
- Awakening contiene il beat originale di The Alarm eseguito da Big K.R.I.T.
- Monster contiene il beat originale di Grown Simba eseguito da J. Cole.
- Throw Away contiene il beat originale di Hypest Hype eseguito dai Chase & Status.
- Joke contiene il beat originale di Oh My Darling eseguito dai Run the Jewels.
- God Rap contiene il beat originale di God's Gift eseguito da J. Cole.
- Life contiene il beat originale di Life eseguito da J. Dilla.
- Adrift contiene il beat originale di Lust 4 Life eseguito da Drake.

## Successo commerciale
Il mixtape è apparso alla posizione 12 della classifica Billboard World Albums.